# The Star Motor Company

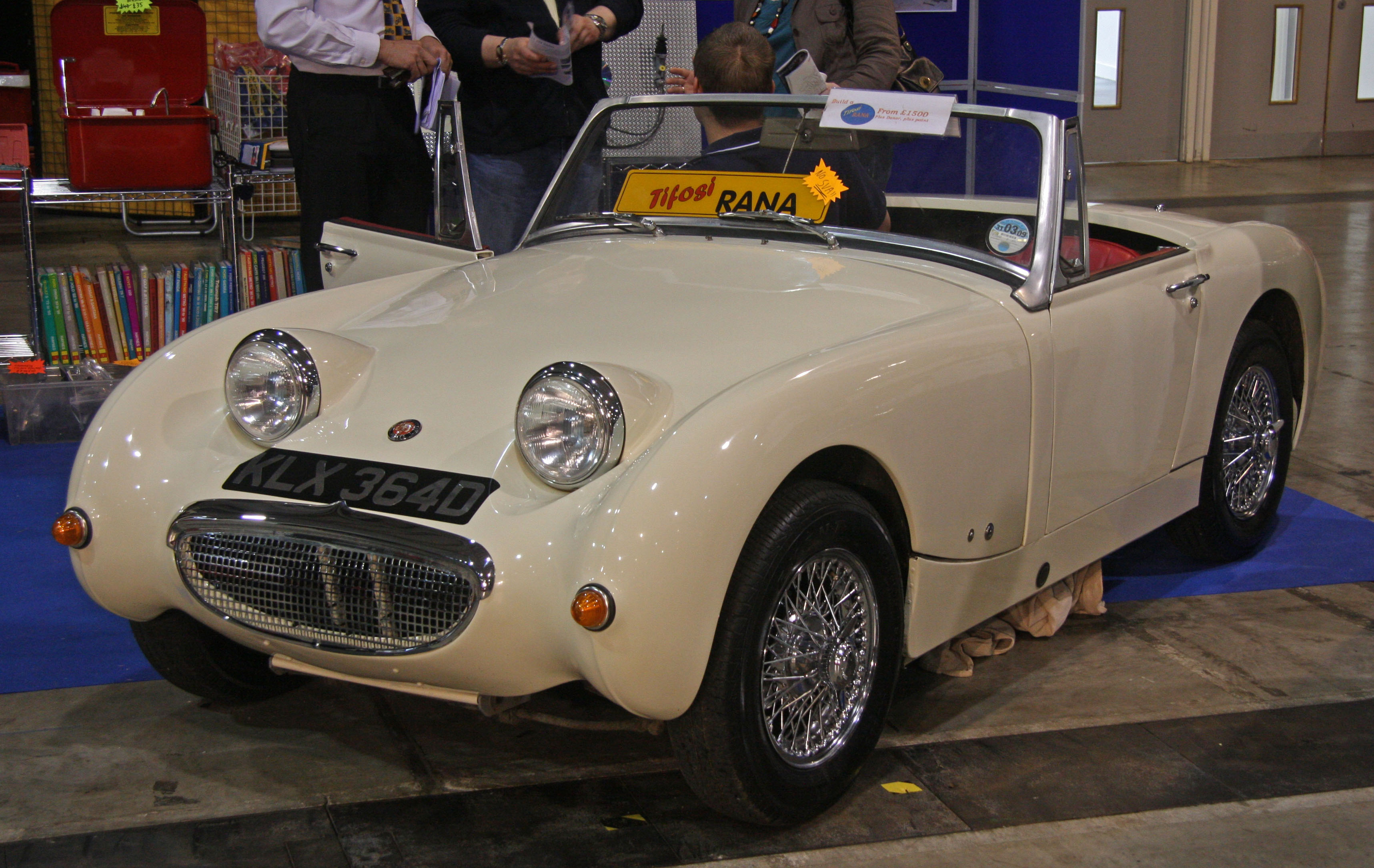
Tifosi Rana

The Star Motor Company Limited, zuvor Tifosi Sports Cars, war ein britischer Hersteller von Automobilen.

## Unternehmensgeschichte
Tifosi Sports Cars aus Chulmleigh in der Grafschaft Devon stellte seit etwa 2002 Teile für Automobile her. 2006 kam die Produktion von Automobilen und Kit Cars dazu. Der Markenname lautete Tifosi.
Kevin Neil Moore gründete am 4. Januar 2008 The Star Motor Company Limited in Kingsbridge in Devon. Tracey Moore war ebenfalls im Unternehmen tätig. Sie setzten die Produktion fort. Am 13. August 2013 wurde das Unternehmen aufgelöst.
Außerdem gab es ab 2011 eine Verbindung zu Quantum Sports Cars aus Chulmleigh unter Leitung von Mark Burley.
Halls Garage aus Bourne in Lincolnshire übernahm im Januar 2014 die Bauformen sowie die Rechte am Namen und setzt seitdem die Produktion fort.

## Fahrzeuge
Das erste Modell Rana erschien 2006. Dies war die Nachbildung des Austin-Healey Sprite der ersten Generation. Fahrgestelle von späteren Generationen dieses Modell, oder alternativ vom MG Midget, bildeten die Basis. Dieses Modell fand etwa 50 Käufer.
Der ähnliche Rana RS von 2009 blieb ein Einzelstück. Er hatte einen separaten Spaceframe-Rahmen. Das Fahrzeug war länger und breiter.
Der Rana TS stand nur 2010 im Angebot. Obwohl optisch ähnlich, basiert er auf dem Mazda MX-5. Von diesem Modell entstanden etwa zwei Fahrzeuge.
Der SS erschien 2011. Er basierte auf dem normalen Rana, hatte aber eine Coupé-Karosserie wie die Sebring-Rennausführungen der 1960er Jahre. Er fand etwa 25 Käufer.